# Le Rhône 9C
Il Le Rhône 9C è un motore aeronautico rotativo, a nove cilindri e raffreddato ad aria sviluppato dall'azienda francese Société industrielle des moteurs Le Rhône nei primi anni dieci del XX secolo e prodotto sia dalla stessa che dalla Société des Moteurs Gnome et Rhône che gli succedette, dopo il 1915, grazie alla fusione con la Gnome.
Conosciuto anche come Le Rhône 80 hp in riferimento alla potenza nominale espressa, il motore venne montato su un buon numero di modelli di aerei militari della prima guerra mondiale. Il modello Le Rhône 9C venne anche prodotto su licenza da varie società, in Europa, Impero tedesco, Svezia e Regno Unito, e negli Stati Uniti d'America. La versione svedese, costruita dalla AB Thulinverken di Landskrona, venne commercializzata con la designazione Thulin A. In Germania il modello venne utilizzato dalla Motorenfabrik Oberursel come base per la produzione della serie Oberursel Ur. In Italia era prodotto dalla Società Italiana Motori Gnome e Rhône di Torino.

## Velivoli utilizzatori
(lista parziale)
 Francia
- Caudron G.3
- Caudron G.4
- Hanriot HD.1
- Morane-Saulnier Type N
- Nieuport 10
- Nieuport 11 "Bebè"
- Nieuport 21
- Ponnier M.1

 Germania
- Fokker Dr.I

 Impero russo
- Mosca MB 2 bis

 Polonia
- Bartel BM-4a

 Italia
- Macchi M.14

 Regno Unito
- Airco DH.5
- Avro 504
- Beardmore W.B.III
- Bristol M.1
- Bristol Scout
- La Cierva C-6, autogiro, 1924
- Sopwith Camel
- Sopwith Pup

 Stati Uniti
- Dayton-Wright TA-3
- Standard E-1
- Thomas-Morse S-4C